# Kardynałowie z nominacji Pawła II
Papież Paweł II (1464–1471) mianował 10 kardynałów na dwóch konsystorzach:

## 18 września 1467
1. Thomas Bourchier, arcybiskup Canterbury – kardynał prezbiter S. Ciriaco alle Terme (tytuł nadany 13 maja 1468, od 1477 jako S. Ciriaco e Ss. Quirico e Giulitta), zm. 22 marca 1486
2. István Várdai, arcybiskup Kalocsy – kardynał prezbiter Ss. Nereo ed Achilleo (tytuł nadany 13 maja 1468), zm. w lutym 1471
3. Oliviero Carafa, arcybiskup Neapolu – kardynał prezbiter Ss. Marcellino e Pietro (tytuł nadany 3 grudnia 1467), następnie kardynał prezbiter S. Eusebio (5 września 1470), kardynał biskup Albano (24 lipca 1476), kardynał biskup Sabiny (31 stycznia 1483), kardynał biskup Ostia e Velletri (29 listopada 1503), zm. 20 stycznia 1511
4. Amico Agnifilo, biskup Aquila – kardynał prezbiter S. Balbina (tytuł nadany 13 listopada 1467), następnie kardynał prezbiter S. Maria in Trastevere (13 października 1468), zm. 9 listopada 1476
5. Marco Barbo, krewny papieża, biskup Vicenzy, wielki przeor zakonu joannitów w Rzymie – kardynał prezbiter S. Marco (tytuł nadany 2 października 1467), następnie kardynał biskup Palestriny (6 listopada 1478), zm. 2 marca 1491
6. Jean Balue, biskup Angers – kardynał prezbiter S. Susanna (tytuł nadany 13 maja 1468), następnie kardynał biskup Albano (31 stycznia 1483), kardynał biskup Palestriny (14 marca 1491), zm. 5 października 1491
7. Francesco della Rovere OFM, generał zakonu franciszkanów – kardynał prezbiter S. Pietro in Vincoli (tytuł nadany 15 listopada 1467), od 9 sierpnia 1471 papież Sykstus IV, zm. 12 sierpnia 1484
8. Teodoro Paleologo di Monferrato, protonotariusz apostolski – kardynał diakon S. Teodoro (tytuł nadany 27 kwietnia 1468), zm. 21 stycznia 1484

## 21 listopada 1468
1. Giovanni Battista Zeno, papieski siostrzeniec, protonotariusz apostolski – kardynał diakon S. Maria in Portico (tytuł nadany 22 listopada 1468), następnie kardynał prezbiter S. Anastasia (1473), kardynał biskup Tusculum (8 października 1479), zm. 7 maja 1501
2. Giovanni Michiel, papieski siostrzeniec, protonotariusz apostolski – kardynał diakon S. Lucia in Septisolio (tytuł nadany 22 listopada 1468), następnie kardynał diakon S. Angelo (16 października 1471), kardynał prezbiter S. Marcello (1476), kardynał biskup Albano (14 marca 1491), kardynał biskup Palestriny (10 października 1491), kardynał biskup Porto e Santa Rufina (26 sierpnia 1492), zm. 10 kwietnia 1503

## Promocje sekretne z 16 grudnia 1468 i nigdy nieopublikowane
16 grudnia 1468 Paweł II mianował czterech kardynałów in pectore, jednak ich nazwisk nigdy nie opublikował, w związku z czym nie stali się oni oficjalnie członkami Świętego Kolegium za jego pontyfikatu. Byli to:
1. János Vitéz, arcybiskup Ostrzyhomia, mianowany w sekrecie kardynałem prezbiterem z obiecanym tytułem Ss. Nereo ed Achilleo, zm. 11 sierpnia 1472
2. Pietro Foscari, protonotariusz apostolski, mianowany w sekrecie kardynałem prezbiterem z obiecanym tytułem S. Prisca; mianowany później kardynałem przez Sykstusa IV (10 grudnia 1477), zm. 11 sierpnia 1485
3. Ferry de Clugny, biskup Tournai, mianowany w sekrecie kardynałem prezbiterem z obiecanym tytułem Ss. Giovanni e Paolo; mianowany później kardynałem przez Sykstusa IV (15 maja 1480), zm. 7 października 1483
4. Giovanni Battista Savelli, protonotariusz apostolski, mianowany w sekrecie kardynałem diakonem z obiecanym tytułem S. Maria in Aquiro; mianowany później kardynałem przez Sykstusa IV (15 maja 1480), zm. 18 września 1498

Trzech ostatnich promował później następca Pawła II, papież Sykstus IV.